# Baeoura taprobanes
Baeoura taprobanes är en tvåvingeart som beskrevs av Alexander 1966. Baeoura taprobanes ingår i släktet Baeoura och familjen småharkrankar.
Artens utbredningsområde är Sri Lanka. Inga underarter finns listade i Catalogue of Life.